# Matías Muñoz
Pour les articles homonymes, voir Muñoz.
Muñoz  Tapia est un nom espagnol. Le premier nom de famille, en général paternel, est Muñoz ; le second, en général maternel, souvent omis, est Tapia.
Matias Alejandro Muñoz Tapia, né le 7 décembre 1995 à Linares, est un coureur cycliste chilien.

## Palmarès
- 2011
  -  Champion du Chili du contre-la-montre cadets
  - 3e du championnat du Chili sur route cadets
- 2014
  - 2e du championnat du Chili du contre-la-montre espoirs
  - 3e du championnat du Chili du contre-la-montre
- 2016
  -  Champion du Chili sur route espoirs
  - 2e du championnat du Chili du contre-la-montre espoirs
  - 2e du championnat du Chili du contre-la-montre
- 2017
  -  Champion panaméricain sur route espoirs
- 2018
  - 1re étape de la Vuelta Maule Centro
  - 2e étape de la Vuelta Tupungato

## Classements mondiaux
| Année            | 2016 | 2017 |
| ---------------- | ---- | ---- |
| UCI America Tour | 195e | 47e  |